# Skołyszyn (gemeente)
De gemeente Skołyszyn is een landgemeente in het Poolse woiwodschap Subkarpaten, in powiat Jasielski.
De zetel van de gemeente is in Skołyszyn.
Op 30 juni 2004 telde de gemeente 12 483 inwoners.

## Oppervlakte gegevens
In 2002 bedroeg de totale oppervlakte van gemeente Skołyszyn 77,92 km², waarvan:
- agrarisch gebied: 69%
- bossen: 21%

De gemeente beslaat 9,38% van de totale oppervlakte van de powiat.

## Demografie
Stand op 30 juni 2004:
| Omschrijving                   | Totaal | Totaal | Vrouwen | Vrouwen | Mannen | Mannen |
| ------------------------------ | ------ | ------ | ------- | ------- | ------ | ------ |
| eenheid                        | aantal | %      | aantal  | %       | aantal | %      |
| inwoners                       | 12 483 | 100    | 6319    | 50,6    | 6164   | 49,4   |
| bevolkingsdichtheid (inw./km²) | 160,2  | 160,2  | 81,1    | 81,1    | 79,1   | 79,1   |

In 2002 bedroeg het gemiddelde inkomen per inwoner 1272,13 zł.

## Administratieve plaatsen (sołectwo)
Bączal Dolny, Bączal Górny, Harklowa, Jabłonica, Kunowa, Lipnica Górna, Lisów, Przysieki, Pusta Wola, Siedliska Sławęcińskie, Skołyszyn, Siepietnica, Sławęcin, Święcany.

## Aangrenzende gemeenten
Biecz, Brzyska, Jasło, Lipinki, Szerzyny